# 신체 이미지
신체 이미지, 보디 이미지(body image), 신체상은 자신의 신체에 대한 미학적 매력이나 성적 매력에 대한 개인의 생각, 감정 및 인식이다. 신체 이미지의 개념은 신경과학, 심리학, 의학, 정신의학, 정신분석학, 철학, 문화 및 페미니즘 연구를 포함한 여러 분야에서 사용된다. 언론에서도 이 용어를 자주 사용한다. 이러한 분야 전체에 걸쳐 단일한 합의된 정의는 없지만, 광범위하게 말하면 신체 이미지는 사람들이 자신을 보는 방식으로 구성된다. 외모에 대한 기억, 경험, 가정, 비교; 그리고 각자의 키, 체형, 몸무게에 대한 전반적인 태도는 모두 널리 퍼져 있는 사회적, 문화적 이상에 의해 형성된다.
신체 이미지는 성격상 부정적("신체 부정성"), 긍정적("신체 긍정성") 또는 중립적일 수 있다. 부정적인 신체 이미지를 가진 사람은 자의식이나 수치심을 느낄 수 있으며, 다른 사람들이 더 매력적이라고 느낄 수도 있다. 소셜 미디어가 매우 중요한 위치를 차지하고 일상 생활에서 자주 사용되는 시대에 다양한 연령대의 사람들은 자신이 살고 있는 사회가 정한 외모와 이상적인 신체 크기/체형에 의해 정서적, 정신적 영향을 받는다. 사회에 의해 만들어지고 지속적으로 변화하는 것은 신체 수치심(개인의 생리적 외모에 대해 조롱하거나 비판적인 발언을 하여 개인을 모욕하는 행위)에 부분적으로 기여할 수 있다.

## 같이 보기
- 몸매
- 자기 몸 긍정
- 부정적 평가에 대한 두려움
- 여체
- 인스타그램
- 신체적 매력
- 자아개념
- 소셜 미디어
- 식사장애